# DCS
A DCS (Digital Coded Squelch - Digitálisan Kódolt Zajzár) a modulált jelhez hozzákevert digitális jel, ami a vevő oldalon a zajzár kinyitására szolgál. A digitális jel 300 Hz alatti hangfrekvenciás jelként kerül átvitelre, hasonlóan a hang alapú szelektív zajzárhoz (CTCSS).
Elterjedt még a DCSS (Digitally Coded Squelch Signalling) rövidítés is.
A rádió az adás során folyamatosan ismétlődve egy 23 bites digitális jelet kever az átvitt jelhez. A vételi oldalon a zajzár csak akkor nyit ki, ha a vevőkészülék is ugyanarra a DCS kódra van beprogramozva, mint az adó oldal.
A rádió vevő 300 Hz alatt nem engedi át a hangot a hangszóró felé, valamint több készülék a mikrofonról a modulátorba menő hangból is kiszűri ezt a frekvenciatartományt.

## A DCS jel felépítése[2]
A kód a Golay (23,12) kódon alapul, amelyet először 1949-ben publikáltak. Ez a kód képes észlelni és kijavítani a 23 bites szóban előforduló három bites vagy annál kisebb hibákat. 
A szó egy egy 11 bites paritásvektorból és 12 bites adatmezőből áll. Az átvitt kód 12 bitje 4 oktális számjegyre van osztva, az első mindig 100-ra (oktális) van beállítva, a 2., 3. és 4. számjegy alkotja a három oktális számjegyű DCS kódszámot. A szó formátuma:
Shift Direction --> Out
PPPPPPPPPPPFFFCCCCCCCCC
A „023” DCS kód esetében ez a bináris szó így néz ki:
| Paritásbitek | Paritásbitek | Paritásbitek | Paritásbitek | Paritásbitek | Paritásbitek | Paritásbitek | Paritásbitek | Paritásbitek | Paritásbitek | Paritásbitek | Mindig 4 | Mindig 4 | Mindig 4 | DCS1 | DCS1 | DCS1 | DCS2 | DCS2 | DCS2 | DCS3 | DCS3 | DCS3 |
| ------------ | ------------ | ------------ | ------------ | ------------ | ------------ | ------------ | ------------ | ------------ | ------------ | ------------ | -------- | -------- | -------- | ---- | ---- | ---- | ---- | ---- | ---- | ---- | ---- | ---- |
| P            | P            | P            | P            | P            | P            | P            | P            | P            | P            | P            | F        | F        | F        | C    | C    | C    | C    | C    | C    | C    | C    | C    |
| 11           | 10           | 9            | 8            | 7            | 6            | 5            | 4            | 3            | 2            | 1            | 3        | 2        | 1        | 9    | 8    | 7    | 6    | 5    | 4    | 3    | 2    | 1    |
| 1            | 1            | 1            | 0            | 1            | 1            | 0            | 0            | 0            | 1            | 1            | 1        | 0        | 0        | 0    | 0    | 0    | 0    | 1    | 0    | 0    | 1    | 1    |
|              |              |              |              |              |              |              |              |              |              |              |          |          |          | 0    | 0    | 0    | 2    | 2    | 2    | 3    | 3    | 3    |

### Paritásbitek generálása
Az eredeti Golay algoritmus bináris polinomot használt a paritásbitek generálásához, de ez a módszer túl sok mikrovezérlő időt és memóriát igényel. Az összes 512 db 23 bites szó ROM-ban tartása legalább 1472 bájtot igényelne, a paritásbitek csak a ROM-ban tartása pedig legalább 704 bájtot. Még több ROM-ot lehet megtakarítani anélkül, hogy sok mikrovezérlő időt venne igénybe, ha a szükséges paritásbitek kiszámításának egyszerűbb módját használjuk. Ez a módszer rövid számításokat használ, minden paritásbithez egy-egy algoritmust:
```
P1  = C1 + C2 + C3 + C4 + C5 + C8 (MODULO 2 ADDITION)
P2  = NOT ( C2 + C3 + C4 + C5 + C6 + C9 )
P3  = C1 + C2 + C6 + C7 + C8
P4  = NOT ( C2 + C3 + C7 + C8 + C9 )
P5  = NOT ( C1 + C2 + C5 + C9 )
P6  = NOT ( C1 + C4 + C5 + C6 + C8 )
P7  = C1 + C3 + C4 + C6 + C7 + C8 + C9
P8  = C2 + C4 + C5 + C7 + C8 + C9
P9  = C3 + C5 + C6 + C8 + C9
P10 = NOT ( C4 + C6 + C7 + C9 )
P11 = NOT ( C1 + C2 + C3 + C4 + C7 )

```

### A DCS kód átvitele
A DCS szó NRZ (nullára nem visszatérő) formátumban kerül átvitelre és vételre, ezért a modulációs polaritás fontos. Az „1” definíciója felfelé irányuló frekvenciaeltolódást, a „0” pedig lefelé irányuló eltolódást jelent. Az ilyen polaritással küldött DCS kódokat pozitív polaritásúnak tekintik. Egyes rádiórendszerek azonban fordított polaritást használnak az interferencia elkerülése érdekében, ezeket negatív DCS kódoknak nevezik. Emiatt gondoskodni kell mindkét polaritás használatáról. A „+023” DCS kód a következőképpen kerül átvitelre:
A DCS szó folyamatosan kerül küldésre 134,4 bit/s, az átvitel megkezdésekor kezdődik. Amikor a felhasználó elengedi a PTT-t, a kódoló a kódot váltakozó 1-esekből és 0-kból álló mintázatra változtatja 268,6 bit/s sebességgel 180 milliszekundumon keresztül, majd leállítja az átvitelt. Ez a „kikapcsoló” kód a vevő dekóderek elnémítását okozza, ezáltal megszüntetve az átvitel végén hallható erős reccsenést.

### Modulációs jellemzők
A digitális jel szintje a teljes kivezérlés 10-20%-a. A DCS  jel frekvenciamodulált átvitel esetén az RF vivő közvetlen frekvenciaeltolása. 

## Biztonságos DCS kódok[4]
Szinte minden DCS kódnak vannak ismétlődései, duplikációi, ezért a legtöbb eszköz 83-104 kódot használ, amelyeket az ismétlődések alacsony száma, az alacsony hibavalószínűség és a jó dekódolási érzékenység alapján választanak ki. Sajnos nincs iparági szabványnak megfelelő ajánlott kódlista, és valószínűleg nem is lesz, ezért bölcs dolog minden kódot figyelembe venni, és egy "biztonságos" listát használni.
| 83 biztonságos DCS kód | 83 biztonságos DCS kód | 83 biztonságos DCS kód | 83 biztonságos DCS kód | 83 biztonságos DCS kód | 83 biztonságos DCS kód | 83 biztonságos DCS kód | 83 biztonságos DCS kód | 83 biztonságos DCS kód | 83 biztonságos DCS kód | 83 biztonságos DCS kód | 83 biztonságos DCS kód | 83 biztonságos DCS kód | 83 biztonságos DCS kód | 83 biztonságos DCS kód | 83 biztonságos DCS kód |
| 0xx                    | 0xx                    | 1xx                    | 1xx                    | 2xx                    | 2xx                    | 3xx                    | 3xx                    | 4xx                    | 4xx                    | 5xx                    | 5xx                    | 6xx                    | 6xx                    | 7xx                    | 7xx                    |
| No.                    | Code                   | No.                    | Code                   | No.                    | Code                   | No.                    | Code                   | No.                    | Code                   | No.                    | Code                   | No.                    | Code                   | No.                    | Code                   |
| ---------------------- | ---------------------- | ---------------------- | ---------------------- | ---------------------- | ---------------------- | ---------------------- | ---------------------- | ---------------------- | ---------------------- | ---------------------- | ---------------------- | ---------------------- | ---------------------- | ---------------------- | ---------------------- |
| 1                      | 023                    | 15                     | 114                    | 30                     | 205                    | 41                     | 306                    | 51                     | 411                    | 61                     | 503                    | 67                     | 606                    | 76                     | 703                    |
| 2                      | 025                    | 16                     | 115                    | 31                     | 223                    | 42                     | 311                    | 52                     | 412                    | 62                     | 506                    | 68                     | 612                    | 77                     | 712                    |
| 3                      | 026                    | 17                     | 116                    | 32                     | 226                    | 43                     | 315                    | 53                     | 413                    | 63                     | 516                    | 69                     | 624                    | 78                     | 723                    |
| 4                      | 031                    | 18                     | 125                    | 33                     | 243                    | 44                     | 331                    | 54                     | 423                    | 64                     | 532                    | 70                     | 627                    | 79                     | 731                    |
| 5                      | 032                    | 19                     | 131                    | 34                     | 244                    | 45                     | 343                    | 55                     | 431                    | 65                     | 546                    | 71                     | 631                    | 80                     | 732                    |
| 6                      | 043                    | 20                     | 132                    | 35                     | 245                    | 46                     | 346                    | 56                     | 432                    | 66                     | 565                    | 72                     | 632                    | 81                     | 734                    |
| 7                      | 047                    | 21                     | 134                    | 36                     | 251                    | 47                     | 351                    | 57                     | 445                    |                        |                        | 73                     | 654                    | 82                     | 743                    |
| 8                      | 051                    | 22                     | 143                    | 37                     | 261                    | 48                     | 364                    | 58                     | 464                    |                        |                        | 74                     | 662                    | 83                     | 754                    |
| 9                      | 054                    | 23                     | 152                    | 38                     | 263                    | 49                     | 365                    | 59                     | 465                    |                        |                        | 75                     | 664                    |                        |                        |
| 10                     | 065                    | 24                     | 155                    | 39                     | 265                    | 50                     | 371                    | 60                     | 466                    |                        |                        |                        |                        |                        |                        |
| 11                     | 071                    | 25                     | 156                    | 40                     | 271                    |                        |                        |                        |                        |                        |                        |                        |                        |                        |                        |
| 12                     | 072                    | 26                     | 162                    |                        |                        |                        |                        |                        |                        |                        |                        |                        |                        |                        |                        |
| 13                     | 073                    | 27                     | 165                    |                        |                        |                        |                        |                        |                        |                        |                        |                        |                        |                        |                        |
| 14                     | 074                    | 28                     | 172                    |                        |                        |                        |                        |                        |                        |                        |                        |                        |                        |                        |                        |
|                        |                        | 29                     | 174                    |                        |                        |                        |                        |                        |                        |                        |                        |                        |                        |                        |                        |

| Oktális kód | Bitminta      | Bitminta     |
| Oktális kód | MSB (paritás) | LSB (adat)   |
| ----------- | ------------- | ------------ |
| 023         | 11101100011   | 100000010011 |
| 025         | 11010110111   | 100000010101 |
| 026         | 11001011101   | 100000010110 |
| 031         | 10100011111   | 100000011001 |
| 032         | 10111110101   | 100000011010 |
| 043         | 10110110110   | 100000100011 |
| 047         | 00011111101   | 100000100111 |
| 051         | 11111001010   | 100000101001 |
| 054         | 11011110100   | 100000101100 |
| 065         | 10111010001   | 100000110101 |
| 071         | 11001111001   | 100000111001 |
| 072         | 11010010011   | 100000111010 |
| 073         | 01011100110   | 100000111011 |
| 074         | 11101000111   | 100000111100 |
| 114         | 01101011110   | 100001001100 |
| 115         | 11100101011   | 100001001101 |
| 116         | 11111000001   | 100001001110 |
| 125         | 00001111011   | 100001010101 |
| 131         | 01111010011   | 100001011001 |
| 132         | 01100111001   | 100001011010 |
| 134         | 01011101101   | 100001011100 |
| 143         | 01101111010   | 100001100011 |
| 152         | 00111101100   | 100001101010 |
| 155         | 10001001101   | 100001101101 |
| 156         | 10010100111   | 100001101110 |
| 162         | 11010111100   | 100001110010 |
| 165         | 01100011101   | 100001110101 |
| 172         | 00001011111   | 100001111010 |
| 174         | 00110001011   | 100001111100 |
| 205         | 11011101001   | 100010000101 |
| 223         | 11010001110   | 100010010011 |
| 226         | 11110110000   | 100010010110 |
| 243         | 10001011011   | 100010100011 |
| 244         | 00111111010   | 100010100100 |
| 245         | 10110001111   | 100010100101 |
| 251         | 11000100111   | 100010101001 |
| 261         | 00101110111   | 100010110001 |
| 263         | 10111101000   | 100010110011 |
| 265         | 10000111100   | 100010110101 |
| 271         | 11110010100   | 100010111001 |
| 306         | 00011001111   | 100011000110 |
| 311         | 01110001101   | 100011001001 |
| 315         | 11011000110   | 100011001101 |
| 331         | 01000111110   | 100011011001 |
| 343         | 01010010111   | 100011100011 |
| 346         | 01110101001   | 100011100110 |
| 351         | 00011101011   | 100011101001 |
| 364         | 11010000101   | 100011110100 |
| 365         | 01011110000   | 100011110101 |
| 371         | 00101011000   | 100011111001 |
| 411         | 11101110110   | 100100001001 |
| 412         | 11110011100   | 100100001010 |
| 413         | 01111101001   | 100100001011 |
| 423         | 10010111001   | 100100010011 |
| 431         | 11011000101   | 100100011001 |
| 432         | 11000101111   | 100100011010 |
| 445         | 11110111000   | 100100100101 |
| 464         | 01001111110   | 100100110100 |
| 465         | 11000001011   | 100100110101 |
| 466         | 11011100001   | 100100110110 |
| 503         | 01111000110   | 100101000011 |
| 506         | 01011111000   | 100101000110 |
| 516         | 10000011011   | 100101001110 |
| 532         | 00011100011   | 100101011010 |
| 546         | 00110011110   | 100101100110 |
| 565         | 00011000111   | 100101110101 |
| 606         | 10111011001   | 100110000110 |
| 612         | 11001110001   | 100110001010 |
| 624         | 00011110101   | 100110010100 |
| 627         | 00000011111   | 100110010111 |
| 631         | 11100101000   | 100110011001 |
| 632         | 11111000010   | 100110011010 |
| 654         | 10011000011   | 100110101100 |
| 662         | 01001000111   | 100110110010 |
| 664         | 01110010011   | 100110110100 |
| 703         | 01000101011   | 100111000011 |
| 712         | 00010111101   | 100111001010 |
| 723         | 01110011000   | 100111010011 |
| 731         | 00111100100   | 100111011001 |
| 732         | 00100001110   | 100111011010 |
| 734         | 00011011010   | 100111011100 |
| 743         | 00101001101   | 100111100011 |
| 754         | 01000001111   | 100111101100 |

A legtöbb ma kapható rádión az alábbi kiosztás elterjedt:
| 104 biztonságos kód, és inverzei | 104 biztonságos kód, és inverzei | 104 biztonságos kód, és inverzei | 104 biztonságos kód, és inverzei | 104 biztonságos kód, és inverzei | 104 biztonságos kód, és inverzei | 104 biztonságos kód, és inverzei | 104 biztonságos kód, és inverzei | 104 biztonságos kód, és inverzei | 104 biztonságos kód, és inverzei | 104 biztonságos kód, és inverzei | 104 biztonságos kód, és inverzei | 104 biztonságos kód, és inverzei | 104 biztonságos kód, és inverzei | 104 biztonságos kód, és inverzei | 104 biztonságos kód, és inverzei | 104 biztonságos kód, és inverzei |
|                                  | 0xx                              | 0xx                              | 1xx                              | 1xx                              | 2xx                              | 2xx                              | 3xx                              | 3xx                              | 4xx                              | 4xx                              | 5xx                              | 5xx                              | 6xx                              | 6xx                              | 7xx                              | 7xx                              |
| No.                              | Code                             | No.                              | Code                             | No.                              | Code                             | No.                              | Code                             | No.                              | Code                             | No.                              | Code                             | No.                              | Code                             | No.                              | Code                             |                                  |
| -------------------------------- | -------------------------------- | -------------------------------- | -------------------------------- | -------------------------------- | -------------------------------- | -------------------------------- | -------------------------------- | -------------------------------- | -------------------------------- | -------------------------------- | -------------------------------- | -------------------------------- | -------------------------------- | -------------------------------- | -------------------------------- | -------------------------------- |
| Pozitív polaritású, normál       | 1                                | D023N                            | 17                               | D114N                            | 34                               | D205N                            | 52                               | D306N                            | 65                               | D411N                            | 80                               | D503N                            | 88                               | D606N                            | 98                               | D703N                            |
| Pozitív polaritású, normál       | 2                                | D025N                            | 18                               | D115N                            | 35                               | D212N                            | 53                               | D311N                            | 66                               | D412N                            | 81                               | D506N                            | 89                               | D612N                            | 99                               | D712N                            |
| Pozitív polaritású, normál       | 3                                | D026N                            | 19                               | D116N                            | 36                               | D223N                            | 54                               | D315N                            | 67                               | D413N                            | 82                               | D516N                            | 90                               | D624N                            | 100                              | D723N                            |
| Pozitív polaritású, normál       | 4                                | D031N                            | 20                               | D122N                            | 37                               | D225N                            | 55                               | D325N                            | 68                               | D423N                            | 83                               | D523N                            | 91                               | D627N                            | 101                              | D731N                            |
| Pozitív polaritású, normál       | 5                                | D032N                            | 21                               | D125N                            | 38                               | D226N                            | 56                               | D331N                            | 69                               | D431N                            | 84                               | D526N                            | 92                               | D631N                            | 102                              | D732N                            |
| Pozitív polaritású, normál       | 6                                | D036N                            | 22                               | D131N                            | 39                               | D243N                            | 57                               | D332N                            | 70                               | D432N                            | 85                               | D532N                            | 93                               | D632N                            | 103                              | D734N                            |
| Pozitív polaritású, normál       | 7                                | D023N                            | 23                               | D132N                            | 40                               | D244N                            | 58                               | D343N                            | 71                               | D445N                            | 86                               | D546N                            | 94                               | D645N                            | 104                              | D743N                            |
| Pozitív polaritású, normál       | 8                                | D047N                            | 24                               | D134N                            | 41                               | D245N                            | 59                               | D346N                            | 72                               | D446N                            | 87                               | D565N                            | 95                               | D654N                            | 105                              | D754N                            |
| Pozitív polaritású, normál       | 9                                | D051N                            | 25                               | D143N                            | 42                               | D246N                            | 60                               | D351N                            | 73                               | D452N                            |                                  |                                  | 96                               | D662N                            |                                  |                                  |
| Pozitív polaritású, normál       | 10                               | D053N                            | 26                               | D145N                            | 43                               | D251N                            | 61                               | D356N                            | 74                               | D454N                            |                                  |                                  | 97                               | D664N                            |                                  |                                  |
| Pozitív polaritású, normál       | 11                               | D054N                            | 27                               | D152N                            | 44                               | D252N                            | 62                               | D364N                            | 75                               | D455N                            |                                  |                                  |                                  |                                  |                                  |                                  |
| Pozitív polaritású, normál       | 12                               | D065N                            | 28                               | D155N                            | 45                               | D255N                            | 63                               | D365N                            | 76                               | D462N                            |                                  |                                  |                                  |                                  |                                  |                                  |
| Pozitív polaritású, normál       | 13                               | D071N                            | 29                               | D156N                            | 46                               | D261N                            | 64                               | D371N                            | 77                               | D464N                            |                                  |                                  |                                  |                                  |                                  |                                  |
| Pozitív polaritású, normál       | 14                               | D072N                            | 30                               | D162N                            | 47                               | D263N                            |                                  |                                  | 78                               | D465N                            |                                  |                                  |                                  |                                  |                                  |                                  |
| Pozitív polaritású, normál       | 15                               | D073N                            | 31                               | D165N                            | 48                               | D265N                            |                                  |                                  | 79                               | D466N                            |                                  |                                  |                                  |                                  |                                  |                                  |
| Pozitív polaritású, normál       | 16                               | D074N                            | 32                               | D172N                            | 49                               | D266N                            |                                  |                                  |                                  |                                  |                                  |                                  |                                  |                                  |                                  |                                  |
| Pozitív polaritású, normál       |                                  |                                  | 33                               | D174N                            | 50                               | D271N                            |                                  |                                  |                                  |                                  |                                  |                                  |                                  |                                  |                                  |                                  |
| Pozitív polaritású, normál       |                                  |                                  |                                  |                                  | 51                               | D274N                            |                                  |                                  |                                  |                                  |                                  |                                  |                                  |                                  |                                  |                                  |
| Negatív polaritású, invertált    | 1                                | D023I                            | 17                               | D114I                            | 34                               | D205I                            | 52                               | D306I                            | 65                               | D411I                            | 80                               | D503I                            | 88                               | D606I                            | 98                               | D703I                            |
| Negatív polaritású, invertált    | 2                                | D025I                            | 18                               | D115I                            | 35                               | D212I                            | 53                               | D311I                            | 66                               | D412I                            | 81                               | D506I                            | 89                               | D612I                            | 99                               | D712I                            |
| Negatív polaritású, invertált    | 3                                | D026I                            | 19                               | D116I                            | 36                               | D223I                            | 54                               | D315I                            | 67                               | D413I                            | 82                               | D516I                            | 90                               | D624I                            | 100                              | D723I                            |
| Negatív polaritású, invertált    | 4                                | D031I                            | 20                               | D122I                            | 37                               | D225I                            | 55                               | D325I                            | 68                               | D423I                            | 83                               | D523I                            | 91                               | D627I                            | 101                              | D731I                            |
| Negatív polaritású, invertált    | 5                                | D032I                            | 21                               | D125I                            | 38                               | D226I                            | 56                               | D331I                            | 69                               | D431I                            | 84                               | D526I                            | 92                               | D631I                            | 102                              | D732I                            |
| Negatív polaritású, invertált    | 6                                | D036I                            | 22                               | D131I                            | 39                               | D243I                            | 57                               | D332I                            | 70                               | D432I                            | 85                               | D532I                            | 93                               | D632I                            | 103                              | D734I                            |
| Negatív polaritású, invertált    | 7                                | D023I                            | 23                               | D132I                            | 40                               | D244I                            | 58                               | D343I                            | 71                               | D445I                            | 86                               | D546I                            | 94                               | D645I                            | 104                              | D743I                            |
| Negatív polaritású, invertált    | 8                                | D047I                            | 24                               | D134I                            | 41                               | D245I                            | 59                               | D346I                            | 72                               | D446I                            | 87                               | D565I                            | 95                               | D654I                            | 105                              | D754I                            |
| Negatív polaritású, invertált    | 9                                | D051I                            | 25                               | D143I                            | 42                               | D246I                            | 60                               | D351I                            | 73                               | D452I                            |                                  |                                  | 96                               | D662I                            |                                  |                                  |
| Negatív polaritású, invertált    | 10                               | D053I                            | 26                               | D145I                            | 43                               | D251I                            | 61                               | D356I                            | 74                               | D454I                            |                                  |                                  | 97                               | D664I                            |                                  |                                  |
| Negatív polaritású, invertált    | 11                               | D054I                            | 27                               | D152I                            | 44                               | D252I                            | 62                               | D364I                            | 75                               | D455I                            |                                  |                                  |                                  |                                  |                                  |                                  |
| Negatív polaritású, invertált    | 12                               | D065I                            | 28                               | D155I                            | 45                               | D255I                            | 63                               | D365I                            | 76                               | D462I                            |                                  |                                  |                                  |                                  |                                  |                                  |
| Negatív polaritású, invertált    | 13                               | D071I                            | 29                               | D156I                            | 46                               | D261I                            | 64                               | D371I                            | 77                               | D464I                            |                                  |                                  |                                  |                                  |                                  |                                  |
| Negatív polaritású, invertált    | 14                               | D072I                            | 30                               | D162I                            | 47                               | D263I                            |                                  |                                  | 78                               | D465I                            |                                  |                                  |                                  |                                  |                                  |                                  |
| Negatív polaritású, invertált    | 15                               | D073I                            | 31                               | D165I                            | 48                               | D265I                            |                                  |                                  | 79                               | D466I                            |                                  |                                  |                                  |                                  |                                  |                                  |
| Negatív polaritású, invertált    | 16                               | D074I                            | 32                               | D172I                            | 49                               | D266I                            |                                  |                                  |                                  |                                  |                                  |                                  |                                  |                                  |                                  |                                  |
| Negatív polaritású, invertált    |                                  |                                  | 33                               | D174I                            | 50                               | D271I                            |                                  |                                  |                                  |                                  |                                  |                                  |                                  |                                  |                                  |                                  |
| Negatív polaritású, invertált    |                                  |                                  |                                  |                                  | 51                               | D274I                            |                                  |                                  |                                  |                                  |                                  |                                  |                                  |                                  |                                  |                                  |